# دانته اگزوم

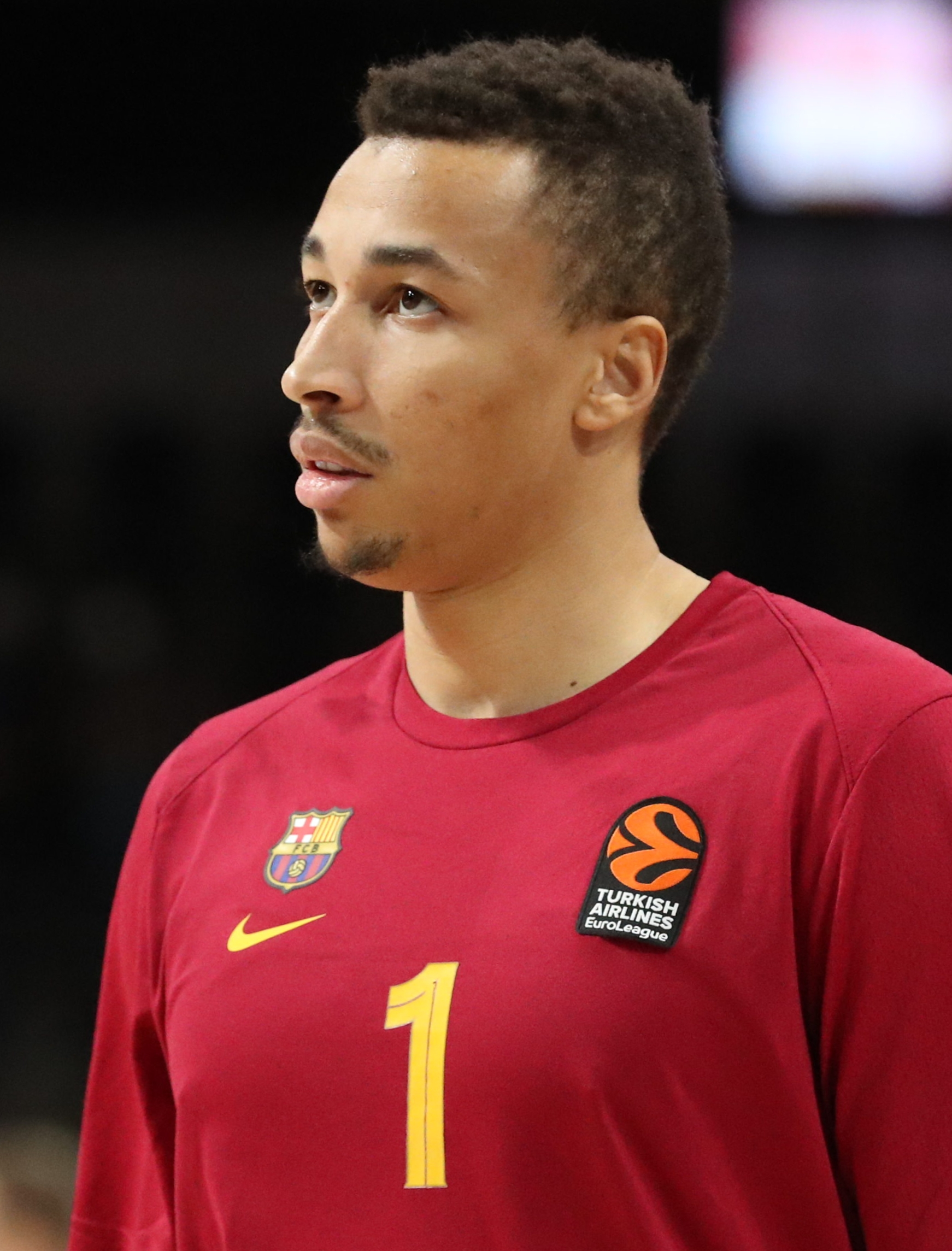
دانته اگزوم

دانته اگزوم (متولد ۱۳ ژوئیه سال ۱۹۹۵) بازیکن حرفه‌ای بسکتبال از استرالیا است که هم‌اکنون برای تیم یوتا جاز در NBA بازی می‌کند. از او به عنوان یکی از بهترین بازیکنان حاضر در مراسم درفت سال ۲۰۱۴ یاد می‌شود.

## دوران قبل از NBA
اگزوم در لیگ Keilor به عنوان یک سال چهارمی به بازی پرداخت و به دانشگاه Lake Ginninderra واقع در کانبرا رجوع کرد و در آنجا به اتحادیه ملی ورزشکاران استرالیا پیوست.
در ماه آوریل سال ۲۰۱۳، اگزوم در تورنمت Nike شرکت کرد و با بدست آوردن ۱۶ امتیاز،۳ ریباند و ۲ پاس منجر به گل باعث برد تیمش در برابر تیم چهارم آمریکا شد. در اوکتبر سال ۲۰۱۳، او از دانشگاه Lake Ginninderra فارغ‌التحصیل شد و شانس این را داشت تا در یکی از دانشگاه‌های آمریکایی ثبت نام کند تا در فصل ۱۴-۲۰۱۳ لیگ دانشگاهی بازی کند، اما او خلاف این کار را انجام داد.
اگزوم به مسابقه دادن در لیگ دبیرستان‌های استرالیا از دسامبر ۲۰۱۳ تا ژانویه ۲۰۱۴ پرداخت و تیمش را در قهرمانی، رهبری کرد.
در ۲۶ جوئن سال ۲۰۱۴، اگزوم اعلام کرد که با مدیر برنامه‌های Landmark Sports قرارداد بسته است و در مراسم درفت سال ۲۰۱۴ شرکت می‌کند.

## دوران حرفه‌ای
در ۲۶ جوئن سال ۲۰۱۴، اگزوم در انتخاب شماره ۵ توسط تیم یوتا جاز به NBA ره یافت.

## مسابقات بین‌المللی
اگزوم برای تیم ملی بسکتبال استرالیا در جام‌ها جهانی زیر ۱۷ سال و زیر ۱۹ سال بازی کرد. اگزوم در ۹ بازی که در جام جهانی زیر ۱۹ سال انجام داد میانگین ۱۸٫۲ امتیاز و ۳٫۸ پاس منجر به گل را به ثبت رساند و متقابلاً در تیم منتخب تورنمنت قرار گرفت.

## زندگی شخصی
اگزوم، همزمان با خواهرش تیارا متولد شد. پدر و مادر او آمریکایی هستند. پدرش، سِسیل، در لیگ بسکتبال دانشگاهی آمریکا بازی می‌کرد و در سال ۱۹۸۲ قهرمان آن لیگ شده‌است. او در آن سال هم تیمی مایکل جوردن و جیمز ورثتی بود. سِسیل در درفت سال ۱۹۸۴ توسط تیم دنور ناگتس انتخاب شد اما هیچ وقت نتوانست در NBA بازی کند.
این مقاله اختصاصی سایت بسکتیهااست.
همچنین این مقاله از لینک انگلیسی این بازیکن در ویکی‌پدیای انگلیسی ترجمه شده‌است.